# Minna Alken-Minor
Minna Alken-Minor, geborene Minna Minor (9. Mai 1860 in Singhofen, Hessen-Nassau – 9. Juni 1905 in Schwerin) war eine deutsche Opernsängerin (Alt).

## Leben
Alken-Minor, Tochter eines Posthalters, wurde von Professor Koch am Stuttgarter Konservatorium für die Bühne ausgebildet. In Chemnitz betrat sie als „Azucena“ im Troubadour zum ersten Mal die Bühne, war dann in Danzig und Bremen engagiert, und wurde 1882 für das Hoftheater in Schwerin verpflichtet. Die Künstlerin, die für ihre Verdienste zur großherzoglichen Kammersängerin ernannt wurde, wurde auch als Konzert- und Kirchensängerin sehr geschätzt. Sie gastierte bei Musikfesten in Schwerin, Stuttgart und dem Krönungskonzert im Mai 1896 anlässlich der Inthronisation des Zaren Nikolaus II.
Ihre großen Bühnenpartien waren der „Orpheus“ von Christoph Willibald Gluck, die „Donna Elvira“ im Don Giovanni, die „Ortrud“ im Lohengrin, die „Waltraute“ und die „Erda“ in den Opern des Nibelungenrings, die „Brünnhilde“ im „Siegfried“ und die „Fides“ im „Propheten“ von Giacomo Meyerbeer. 
Verheiratet war sie mit dem Bass-Buffo und Schauspieler Josef Alken (17. März 1860 in Trier – 19. August 1932 in Darmstadt).